# Recques-sur-Course
Pour les articles homonymes, voir Recques et Course.
Ne doit pas être confondu avec Recques-sur-Hem.
Recques-sur-Course est une commune française située dans le département du Pas-de-Calais en région Hauts-de-France. Ses habitants sont appelés les Recquois. La commune est membre de la communauté d'agglomération des Deux Baies en Montreuillois.

## Géographie

### Localisation
Localisée dans l'ouest du département du Pas-de-Calais, Recques-sur-Course est une commune rurale de la vallée de la Course située, à vol d'oiseau, à 7 km au nord de la commune de Montreuil-sur-Mer (chef-lieu d'arrondissement).
Le territoire de la commune est limitrophe de ceux de six communes.
Les communes limitrophes sont Inxent, Estréelles, Attin, Bréxent-Énocq, Longvilliers et Montcavrel.

### Géologie et relief
La superficie de la commune est de 4,83 km2 ; son altitude varie de 14  à   103 m.

### Hydrographie

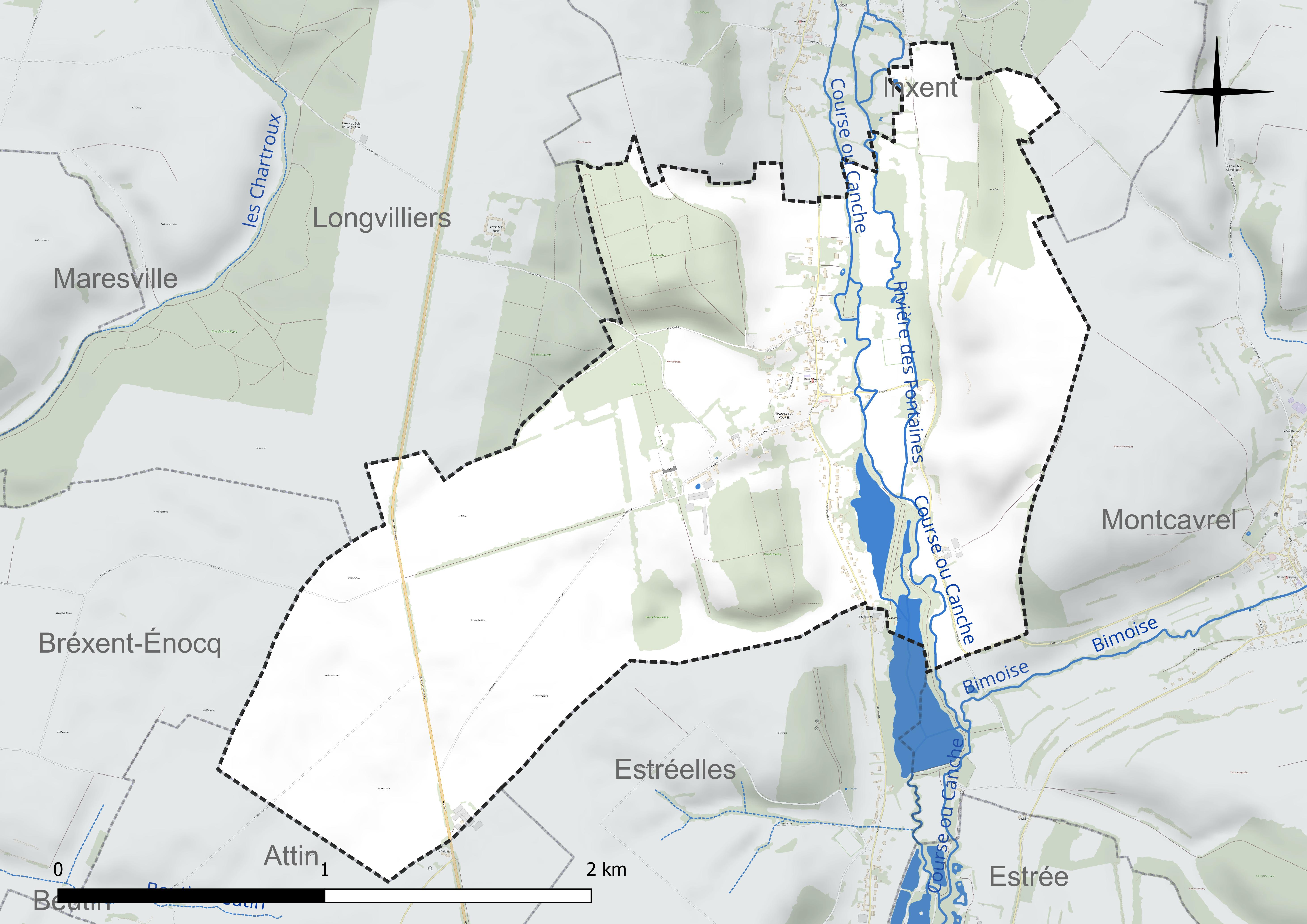
Réseau hydrographique de Recques-sur-Course.

La commune, située dans le bassin Artois-Picardie, est drainée par deux cours d'eau :
- la Course, une rivière d'une longueur de 24,72 km, affluent droit du fleuve côtier la Canche qui prend sa source dans la commune de Doudeauville et se jette dans La Canche au niveau de la commune d'Attin[4] ;
- la rivière des fontaines, petit cours d'eau naturel de 3,32 km, qui prend sa source dans la commune de Beussent et se jette dans la Course au niveau de la commune[5].

Ancien moulin sur la Course
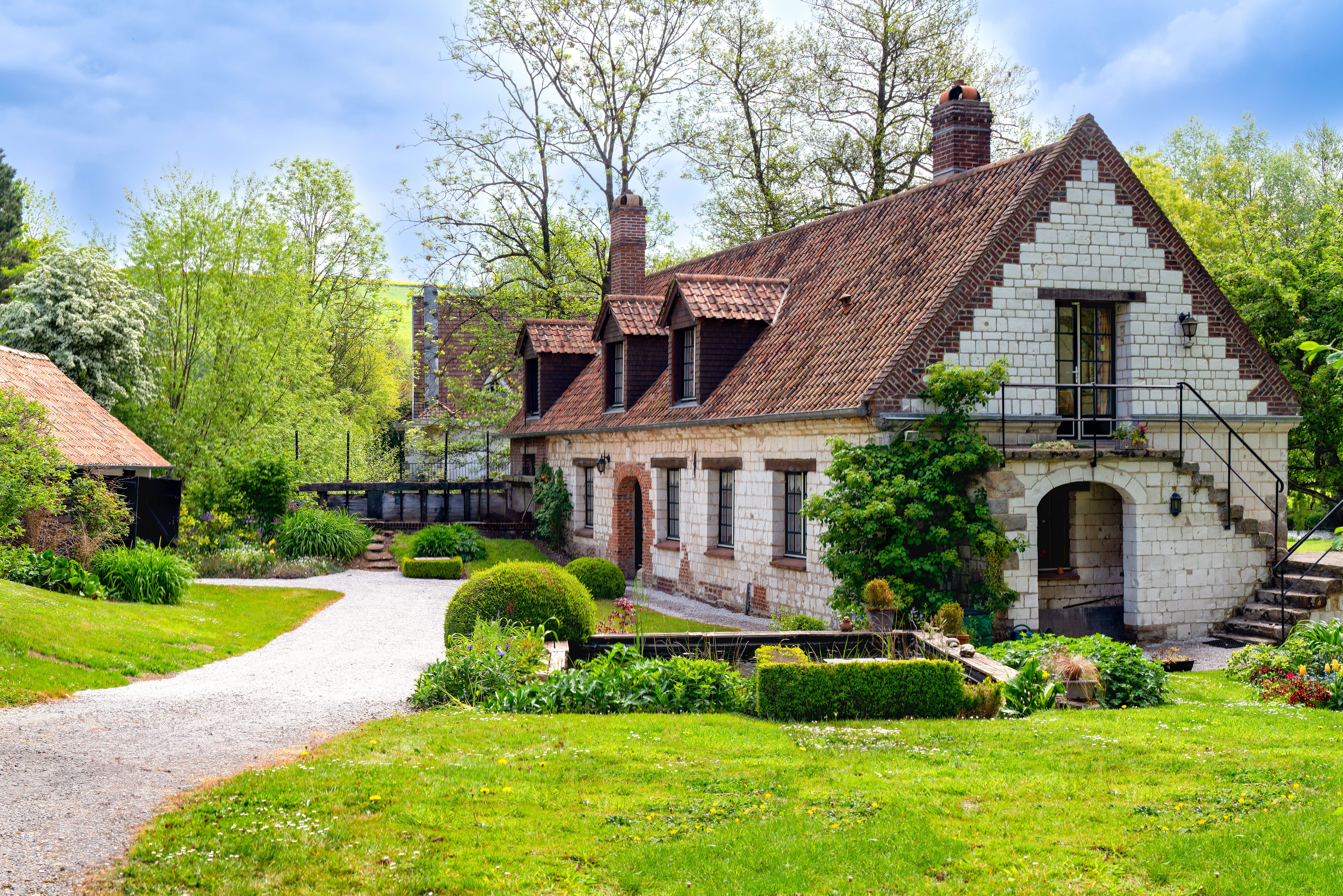
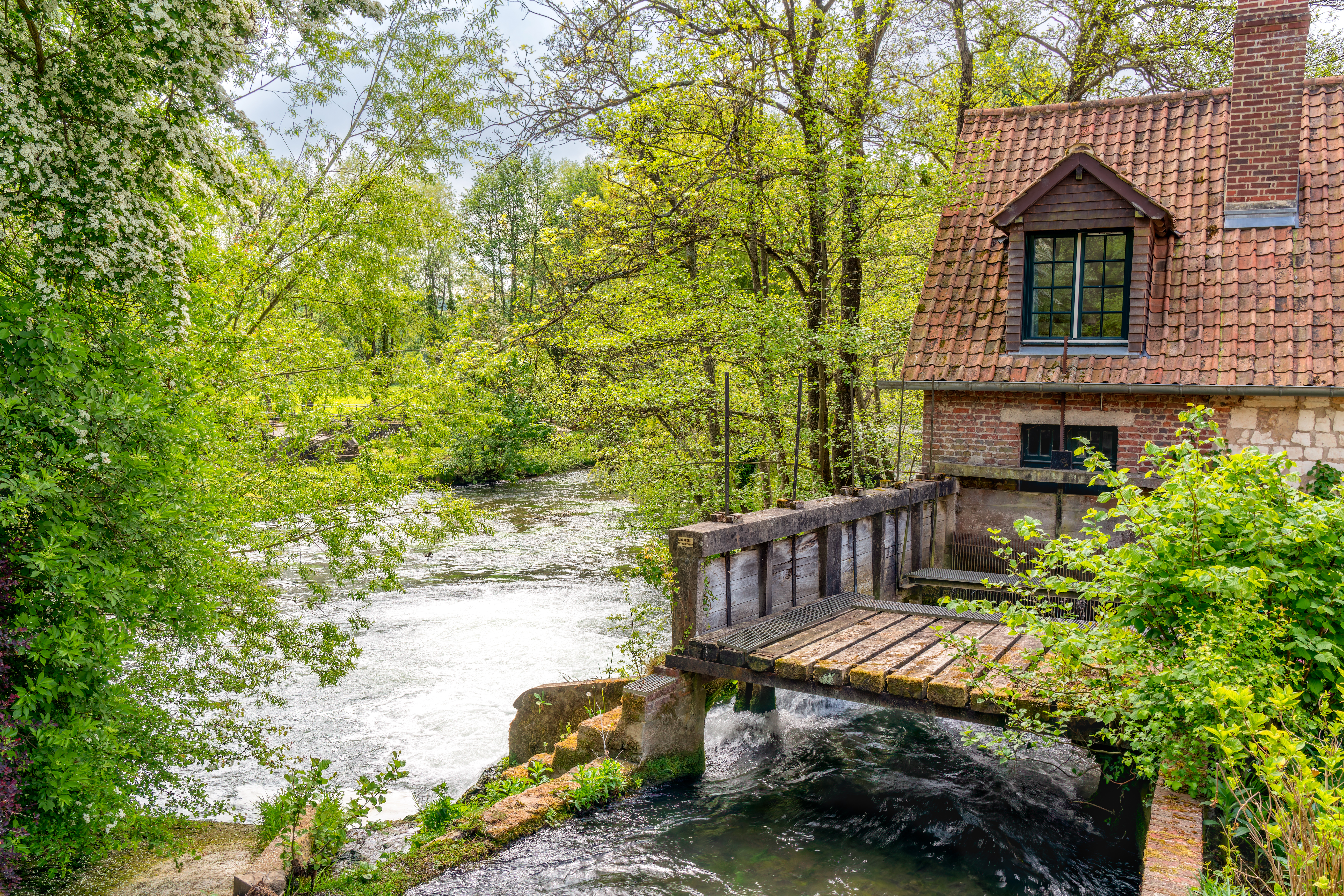

### Climat
Pour des articles plus généraux, voir Climat des Hauts-de-France et Climat du Nord-Pas-de-Calais.
En 2010, le climat de la commune est de type climat océanique franc, selon une étude du CNRS s'appuyant sur une série de données couvrant la période 1971-2000. En 2020, Météo-France publie une typologie des climats de la France métropolitaine dans laquelle la commune est exposée à un climat océanique et est dans la région climatique Côtes de la Manche orientale, caractérisée par un faible ensoleillement (1 550 h/an) ; forte humidité de l’air (plus de 20 h/jour avec humidité relative > 80 % en hiver), vents forts fréquents.
Pour la période 1971-2000, la température annuelle moyenne est de 10,3 °C, avec une amplitude thermique annuelle de 12,6 °C. Le cumul annuel moyen de précipitations est de 870 mm, avec 13,1 jours de précipitations en janvier et 8,3 jours en juillet. Pour la période 1991-2020, la température moyenne annuelle observée sur la station météorologique la plus proche, située sur la commune du Touquet-Paris-Plage à 13 km à vol d'oiseau, est de 11,2 °C et le cumul annuel moyen de précipitations est de 888,8 mm,. Pour l'avenir, les paramètres climatiques de la commune estimés pour 2050 selon différents scénarios d'émission de gaz à effet de serre sont consultables sur un site dédié publié par Météo-France en novembre 2022.

### Paysages
Pour un article plus général, voir Paysage en France.
La commune est située dans le « paysage montreuillois » tel que défini dans l’atlas des paysages de la région Nord-Pas-de-Calais, conçu par la direction régionale de l'Environnement, de l'Aménagement et du Logement (DREAL),. Ce paysage, qui concerne 98 communes, se délimite : à l’Ouest par des falaises qui, avec le recul de la mer, ont donné naissance aux bas-champs ourlées de dunes ; au Nord par la boutonnière du Boulonnais ; au sud par le vaste plateau formé par la vallée de l’Authie, et à l’Est par les paysages du Ternois et de Haut-Artois. Ce paysage régional, avec, dans son axe central, la vallée de la Canche et ses nombreux affluents comme la Course, la Créquoise, la Planquette…, offre une alternance de vallées et de plateaux, appelée « ondulations montreuilloises ». Dans ce paysage, et plus particulièrement sur les plateaux, on cultive la betterave sucrière, le blé et le maïs, et les plateaux entre la Ternoise et la Créquoise sont couverts de vastes massifs forestiers comme la forêt d'Hesdin, les bois de Fressin, Sains-lès-Fressin, Créquy….

### Milieux naturels et biodiversité

#### Zones naturelles d'intérêt écologique, faunistique et floristique
L’inventaire des zones naturelles d'intérêt écologique, faunistique et floristique (ZNIEFF) a pour objectif de réaliser une couverture des zones les plus intéressantes sur le plan écologique, essentiellement dans la perspective d’améliorer la connaissance du patrimoine naturel national et de fournir aux différents décideurs un outil d’aide à la prise en compte de l’environnement dans l’aménagement du territoire.
Le territoire communal comprend une ZNIEFF de type 1 : la vallée de la Course à l'aval d'Enquin-sous-Baillon. Le périmètre de la ZNIEFF présente un réseau hydrographique complexe associant plusieurs cours d’eau (Course, Bimoise, Baillons, rivière des Fontaines…) et de nombreuses sources, ainsi que des plans d’eau d’origine artificielle (ballastières, cressonnières, piscicultures, mares de chasse).
Et une ZNIEFF de type 2 : la vallée de la Course. Elle se situe dans le pays de Montreuil et plus précisément dans l’entité paysagère des ondulations montreuilloises.

Carte des ZNIEFF de type 1 et 2 sur la commune
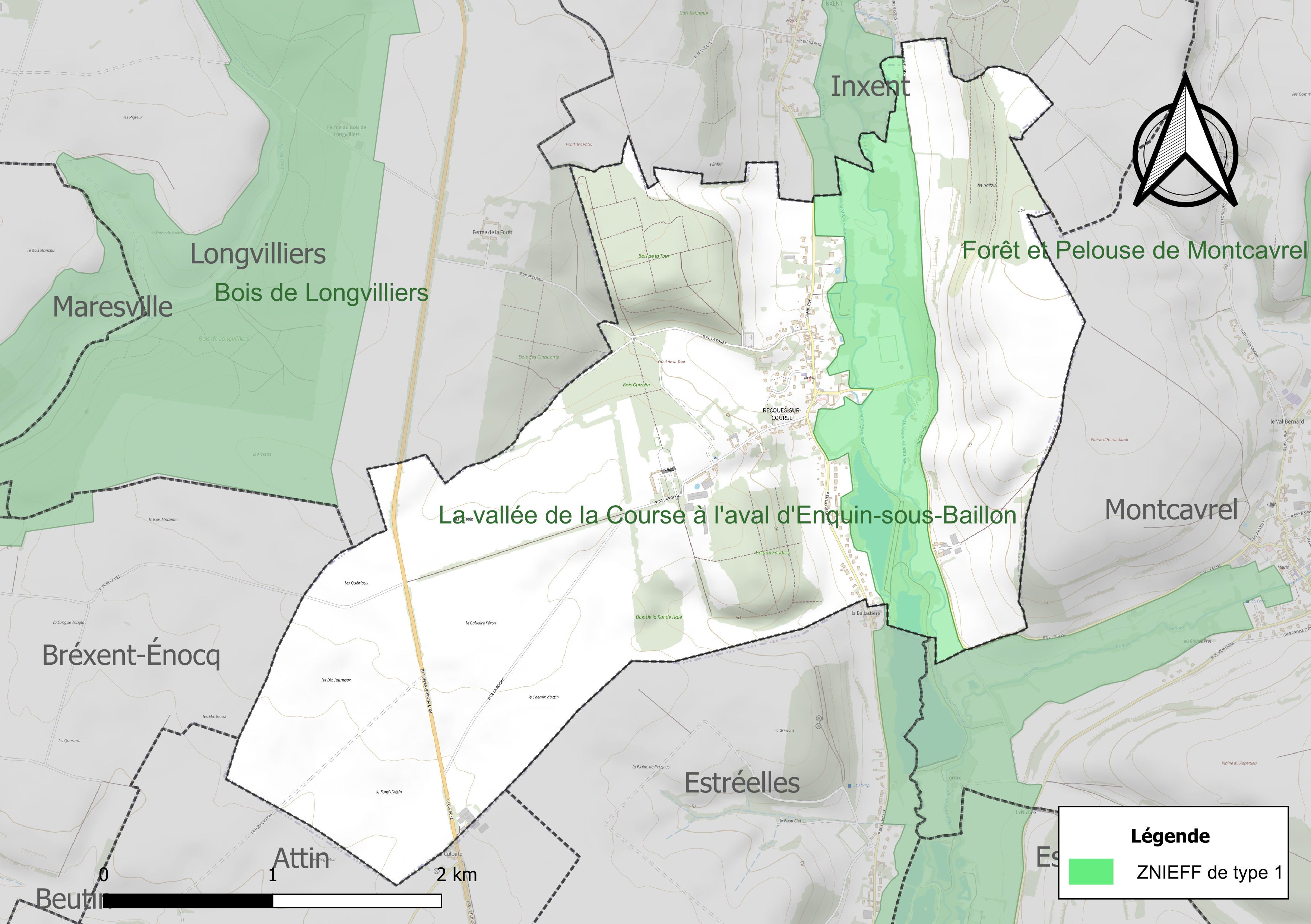
Carte de la ZNIEFF de type 1 sur la commune.
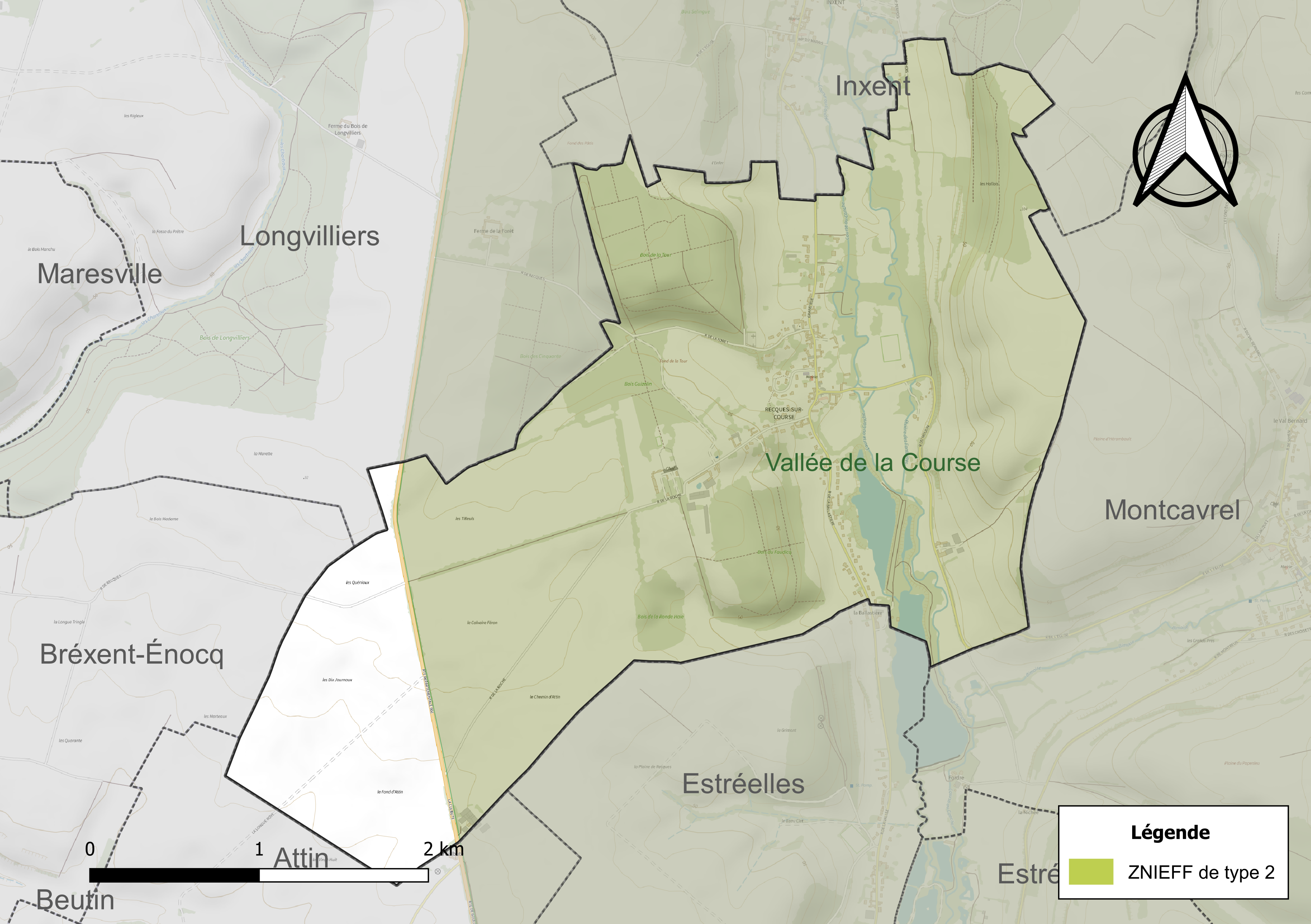
Carte de la ZNIEFF de type 2 sur la commune.

#### Espèces faunistiques et floristiques
L’Inventaire national du patrimoine naturel (INPN) recense plusieurs espèces faunistiques et floristiques sur le territoire de la commune dont certaines sont protégées et d’autres menacées et quasi-menacées.

## Urbanisme

### Typologie
Au 1er janvier 2024, Recques-sur-Course est catégorisée commune rurale à habitat dispersé, selon la nouvelle grille communale de densité à sept niveaux définie par l'Insee en 2022.
Elle est située hors unité urbaine. Par ailleurs la commune fait partie de l'aire d'attraction d'Étaples - Le Touquet-Paris-Plage, dont elle est une commune de la couronne,. Cette aire, qui regroupe 21 communes, est catégorisée dans les aires de moins de 50 000 habitants,.

### Occupation des sols
L'occupation des sols de la commune, telle qu'elle ressort de la base de données européenne d’occupation biophysique des sols Corine Land Cover (CLC), est marquée par l'importance des territoires agricoles (79,5 % en 2018), en diminution par rapport à 1990 (80,6 %). La répartition détaillée en 2018 est la suivante : 
terres arables (59,3 %), prairies (20,2 %), forêts (10,5 %), zones urbanisées (7,1 %), eaux continentales (2,9 %). L'évolution de l’occupation des sols de la commune et de ses infrastructures peut être observée sur les différentes représentations cartographiques du territoire : la carte de Cassini (XVIIIe siècle), la carte d'état-major (1820-1866) et les cartes ou photos aériennes de l'IGN pour la période actuelle (1950 à aujourd'hui).

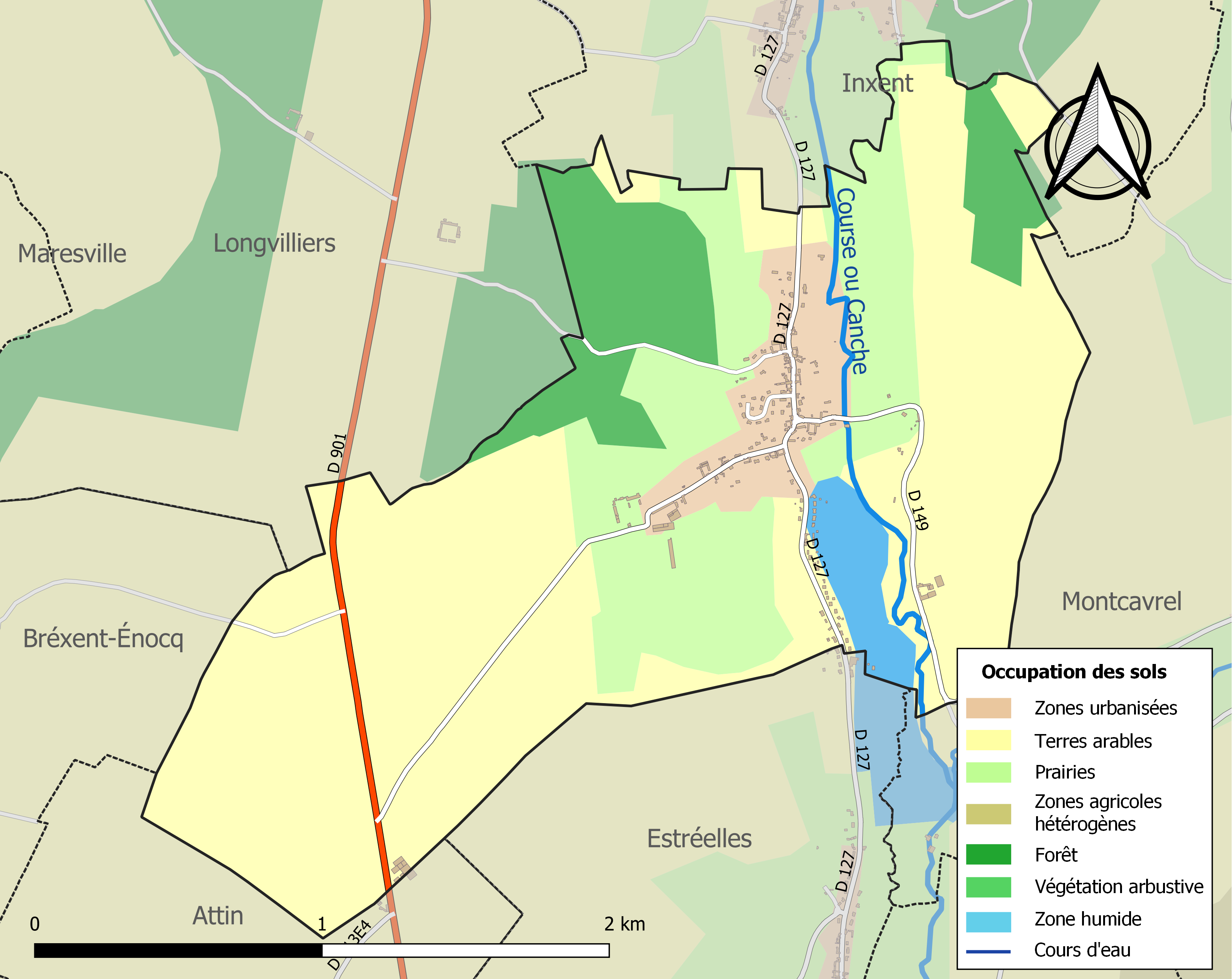
Carte des infrastructures et de l'occupation des sols de la commune en 2018 (CLC).

### Voies de communication et transports

#### Transport ferroviaire
La commune disposait d'une gare sur l'ancienne ligne de chemin de fer Aire-sur-la-Lys - Berck-Plage inaugurée en 1893 et fermée en 1955.

### Risques naturels et technologiques

#### Risque inondation
À la suite du passage des tempêtes Ciarán, Domingos et Elisa et des inondations et coulées de boue qui se sont produites, la commune est reconnue, par arrêté du 14 novembre 2023, en état de catastrophe naturelle pour inondations et coulées de boue sur la période du 2 au 12 novembre 2023, comme 179 autres communes du département.

## Toponymie
Le nom de la localité est attesté sous les formes Rech en 1224, Reke en 1289, Recke en 1328, Recque-en-Boullenois au XIVe siècle, Reque en 1464, Haute-Recques en 1774, Recques au XVIIIe siècle, Recques en 1793, Recques en 1801 et Recques-sur-Course depuis 1888.
Le nom vient du flamand rak, reke « ligne, partie droite d'une rivière »,, renvoyant ici à la section rectiligne de la rivière Course qui traverse la commune.
Rekke en flamand.

## Histoire
Recques était située sur la voie romaine reliant Amiens à Boulogne-sur-mer, ou Voie romaine d'Agrippa de l'Océan.
Estrée, Recques, Cormont sont citées dans une donation faite à l'abbaye Saint-Bertin de Saint-Omer par un riche héritier de la noble famille des Steneland dans une charte du 28 mars 857.

## Politique et administration

### Découpage territorial
La commune se trouve dans l'arrondissement de Montreuil du département du Pas-de-Calais.

#### Commune et intercommunalités
La commune a fait partie, de 2001 à 2016, de la communauté de communes du Montreuillois et, depuis le 1er janvier 2017, elle fait partie de la communauté d'agglomération des Deux Baies en Montreuillois (CA2BM) dont le siège est basé à Montreuil-sur-Mer. Cette communauté d'agglomération des Deux Baies en Montreuillois regroupe 46 communes et totalise 65 760 habitants en 2021.

#### Circonscriptions administratives
La commune faisait partie du canton d'Étaples, depuis la loi du 22 décembre 1789 reprise par la constitution de 1791, qui divise le royaume (la République en septembre 1792), en communes, cantons, districts et départements.
Dans le cadre du redécoupage cantonal de 2014 en France, elle est maintenant rattachée au canton de Berck qui passe de 10 à 31 communes.

#### Circonscriptions électorales
Pour l'élection des députés, la commune fait partie, depuis 1986, de la quatrième circonscription du Pas-de-Calais.

### Élections municipales et communautaires

#### Liste des maires
| Période                                  | Période                    | Identité                       | Étiquette | Qualité                                                                          |
| ---------------------------------------- | -------------------------- | ------------------------------ | --------- | -------------------------------------------------------------------------------- |
| Les données manquantes sont à compléter. |                            |                                |           |                                                                                  |
| mars 1989                                |                            | Gérard Martel /Auguste Lambert |           |                                                                                  |
| juin 1995                                |                            | Daniel Pruvost                 |           |                                                                                  |
| mars 2001                                | 2014,                      | Claudine Pruvost               |           |                                                                                  |
| mars 2014                                | En cours (au 3 avril 2022) | Maryse Jumez                   | UMP-LR    | Agent administratif, Conseillère départementale Réélue pour le mandat 2020-2026, |

## Population et société

### Démographie
Les habitants de la commune sont appelés les Recquois.

#### Évolution démographique
L'évolution du nombre d'habitants est connue à travers les recensements de la population effectués dans la commune depuis 1793. Pour les communes de moins de 10 000 habitants, une enquête de recensement portant sur toute la population est réalisée tous les cinq ans, les populations de référence des années intermédiaires étant quant à elles estimées par interpolation ou extrapolation. Pour la commune, le premier recensement exhaustif entrant dans le cadre du nouveau dispositif a été réalisé en 2008.

En 2022, la commune comptait 268 habitants, en évolution de −5,63 % par rapport à 2016 (Pas-de-Calais : −0,72 %, France hors Mayotte : +2,11 %).
| 1793 | 1800 | 1806 | 1821 | 1831 | 1836 | 1841 | 1846 | 1851 |
| ---- | ---- | ---- | ---- | ---- | ---- | ---- | ---- | ---- |
| 197  | 210  | 221  | 225  | 232  | 221  | 253  | 229  | 206  |

| 1856 | 1861 | 1866 | 1872 | 1876 | 1881 | 1886 | 1891 | 1896 |
| ---- | ---- | ---- | ---- | ---- | ---- | ---- | ---- | ---- |
| 221  | 164  | 196  | 210  | 228  | 202  | 188  | 209  | 205  |

| 1901 | 1906 | 1911 | 1921 | 1926 | 1931 | 1936 | 1946 | 1954 |
| ---- | ---- | ---- | ---- | ---- | ---- | ---- | ---- | ---- |
| 222  | 217  | 203  | 180  | 163  | 169  | 174  | 175  | 177  |

| 1962 | 1968 | 1975 | 1982 | 1990 | 1999 | 2006 | 2008 | 2013 |
| ---- | ---- | ---- | ---- | ---- | ---- | ---- | ---- | ---- |
| 188  | 186  | 172  | 191  | 267  | 292  | 275  | 270  | 283  |

| 2018 | 2022 | - | - | - | - | - | - | - |
| ---- | ---- | - | - | - | - | - | - | - |
| 275  | 268  | - | - | - | - | - | - | - |

#### Pyramide des âges
En 2018, le taux de personnes d'un âge inférieur à 30 ans s'élève à 29,5 %, soit en dessous de la moyenne départementale (36,7 %). À l'inverse, le taux de personnes d'âge supérieur à 60 ans est de 32,8 % la même année, alors qu'il est de 24,9 % au niveau départemental.
En 2018, la commune comptait 136 hommes pour 139 femmes, soit un taux de 50,55 % de femmes, légèrement inférieur au taux départemental (51,50 %).
Les pyramides des âges de la commune et du département s'établissent comme suit.
| Hommes | Classe d’âge | Femmes |
| ------ | ------------ | ------ |
| 0,7    | 90 ou +      | 0,7    |
| 9,6    | 75-89 ans    | 13,7   |
| 19,1   | 60-74 ans    | 21,6   |
| 22,1   | 45-59 ans    | 18,7   |
| 16,2   | 30-44 ans    | 18,7   |
| 15,4   | 15-29 ans    | 7,2    |
| 16,9   | 0-14 ans     | 19,4   |

| Hommes | Classe d’âge | Femmes |
| ------ | ------------ | ------ |
| 0,5    | 90 ou +      | 1,6    |
| 5,6    | 75-89 ans    | 8,9    |
| 16,7   | 60-74 ans    | 18,1   |
| 20,2   | 45-59 ans    | 19,2   |
| 18,9   | 30-44 ans    | 18,1   |
| 18,2   | 15-29 ans    | 16,2   |
| 19,9   | 0-14 ans     | 17,9   |

### Manifestations culturelles et festivités
La commune participe à la manifestation « Les étincelles de la vallée de la Course », qui se déroule chaque année à la mi-août dans quinze villages de la vallée et où les visiteurs découvrent les illuminations et les animations de la vallée,.

## Culture locale et patrimoine

### Lieux et monuments

#### Monument historique
- Le château de Recq : façades et toitures du château y compris les ailes ajoutées ; façades et toitures des communs sur la cour d'honneur ; deux portails d'entrée principaux et les deux parties d'entrée secondaire avec leur grille ; mur d'enceinte attenant aux grilles ; façades et toitures du pigeonnier ; pièces avec décor : vestibule (actuel grand salon), salle à manger, petit salon, petite entrée, rampe d'escalier font l’objet d’une inscription au titre des monuments historiques depuis le 9 septembre 1986[39].

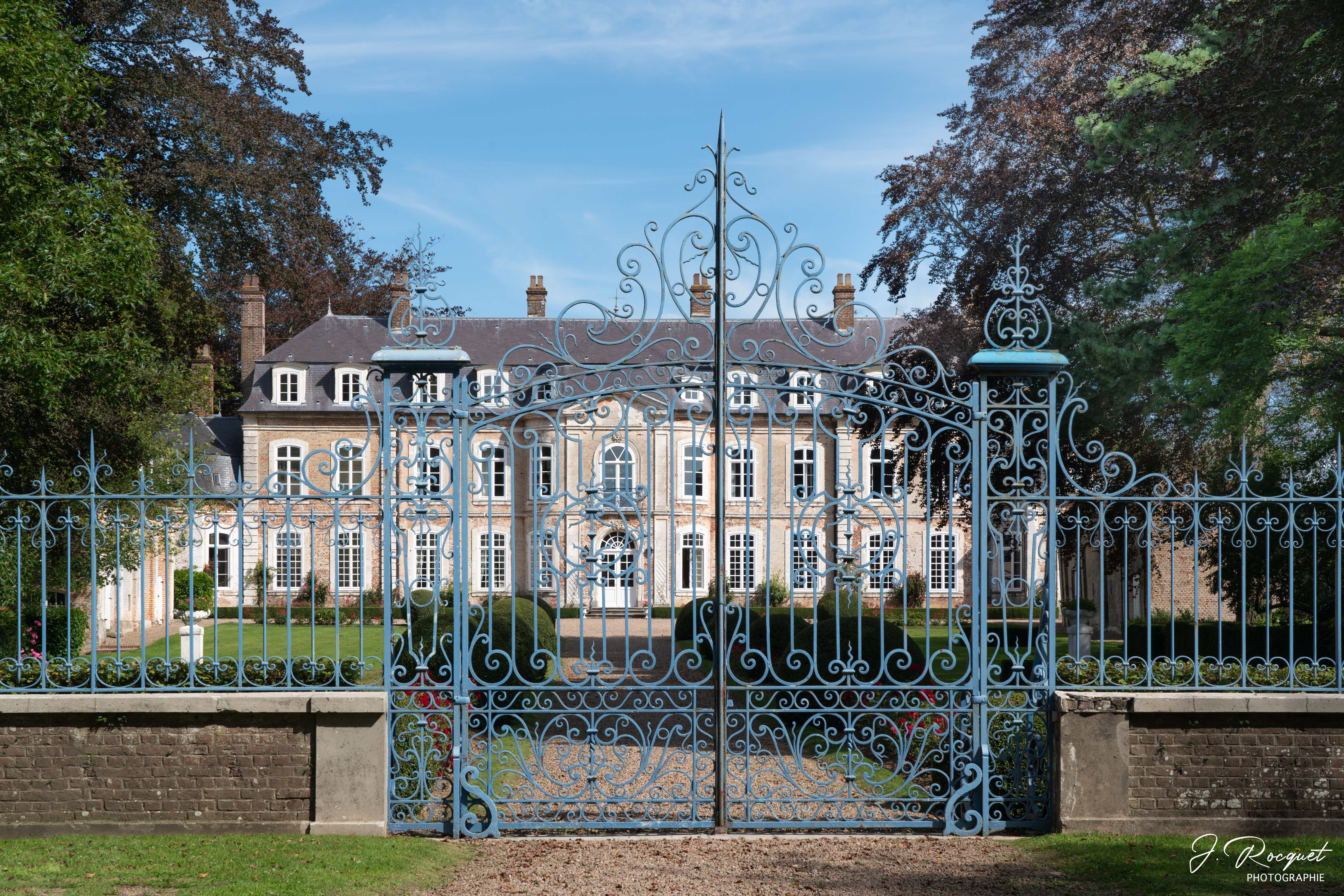
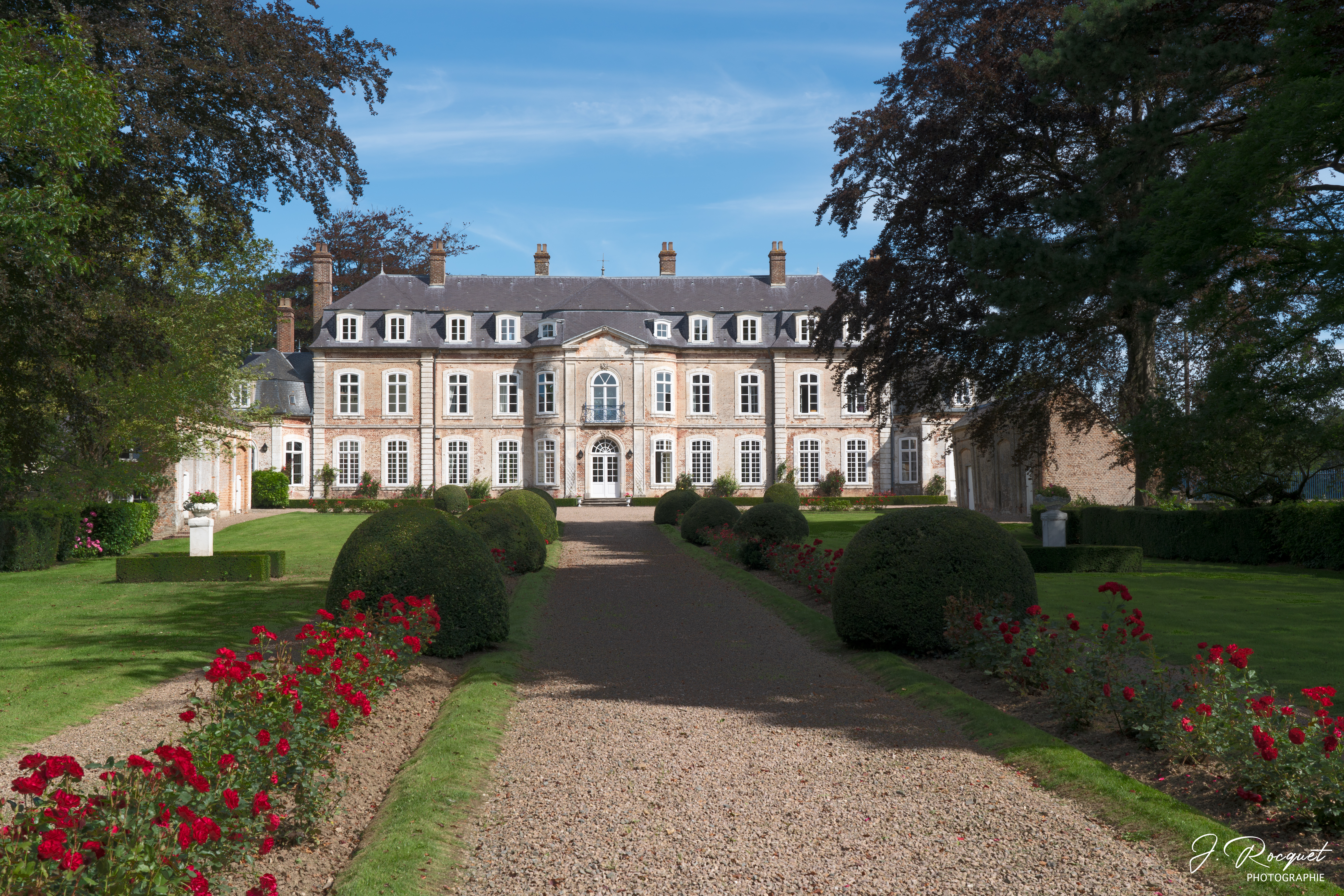
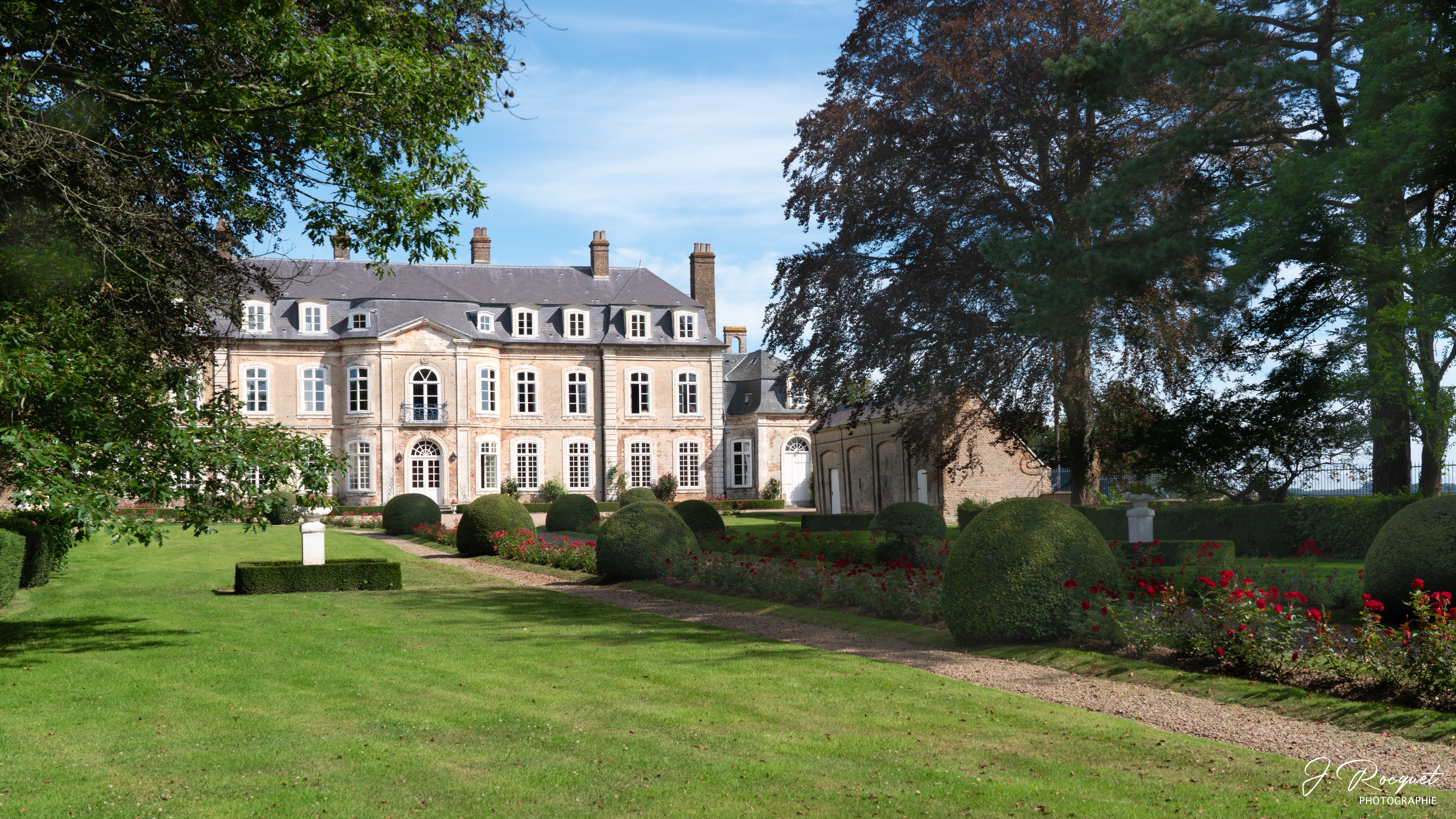
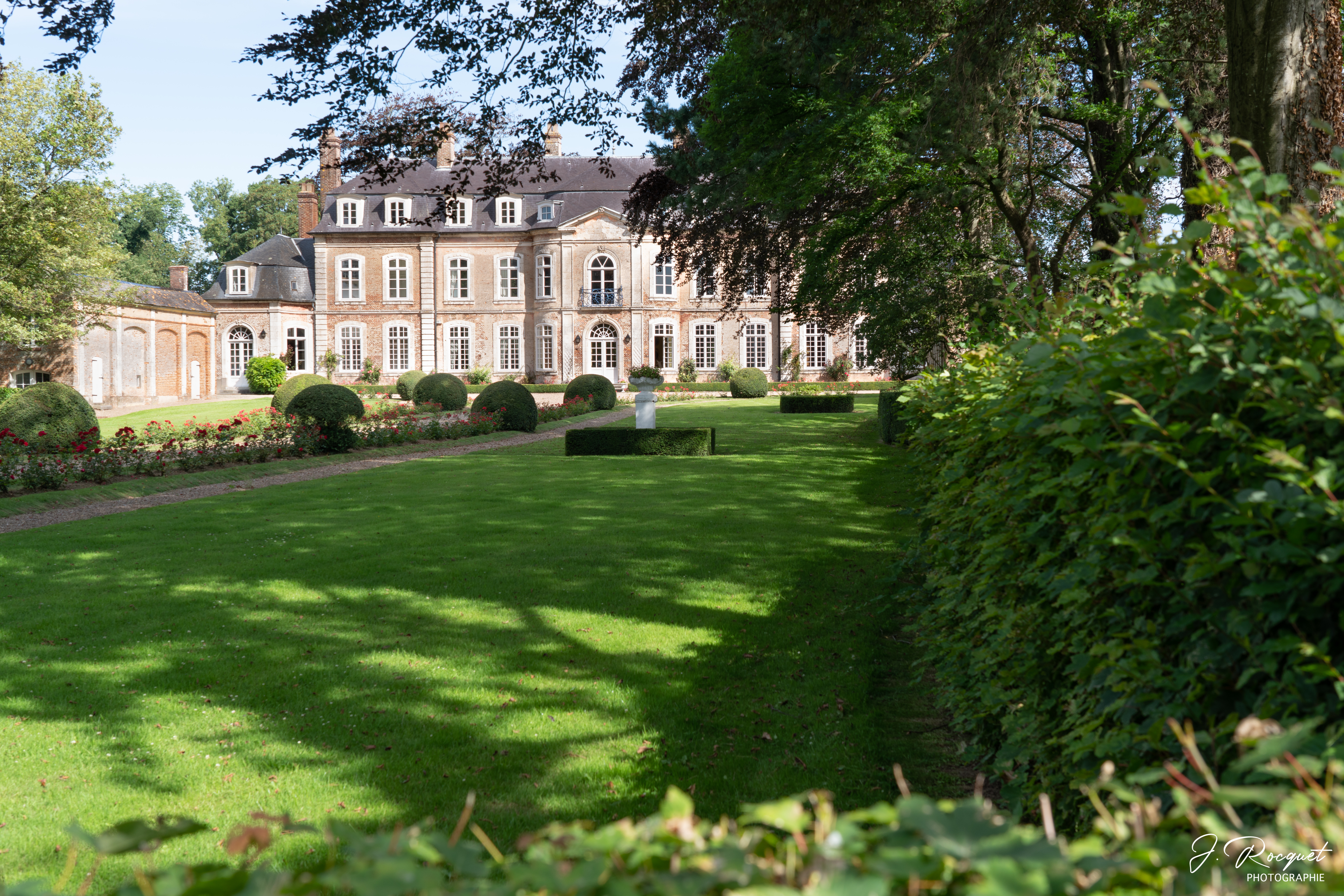

#### Autres lieux et monuments
- L'église Saint-Léger.

Le maitre autel avec son tabernacle et son retable orné de deux anges adorateurs sont classés aux monuments historiques.

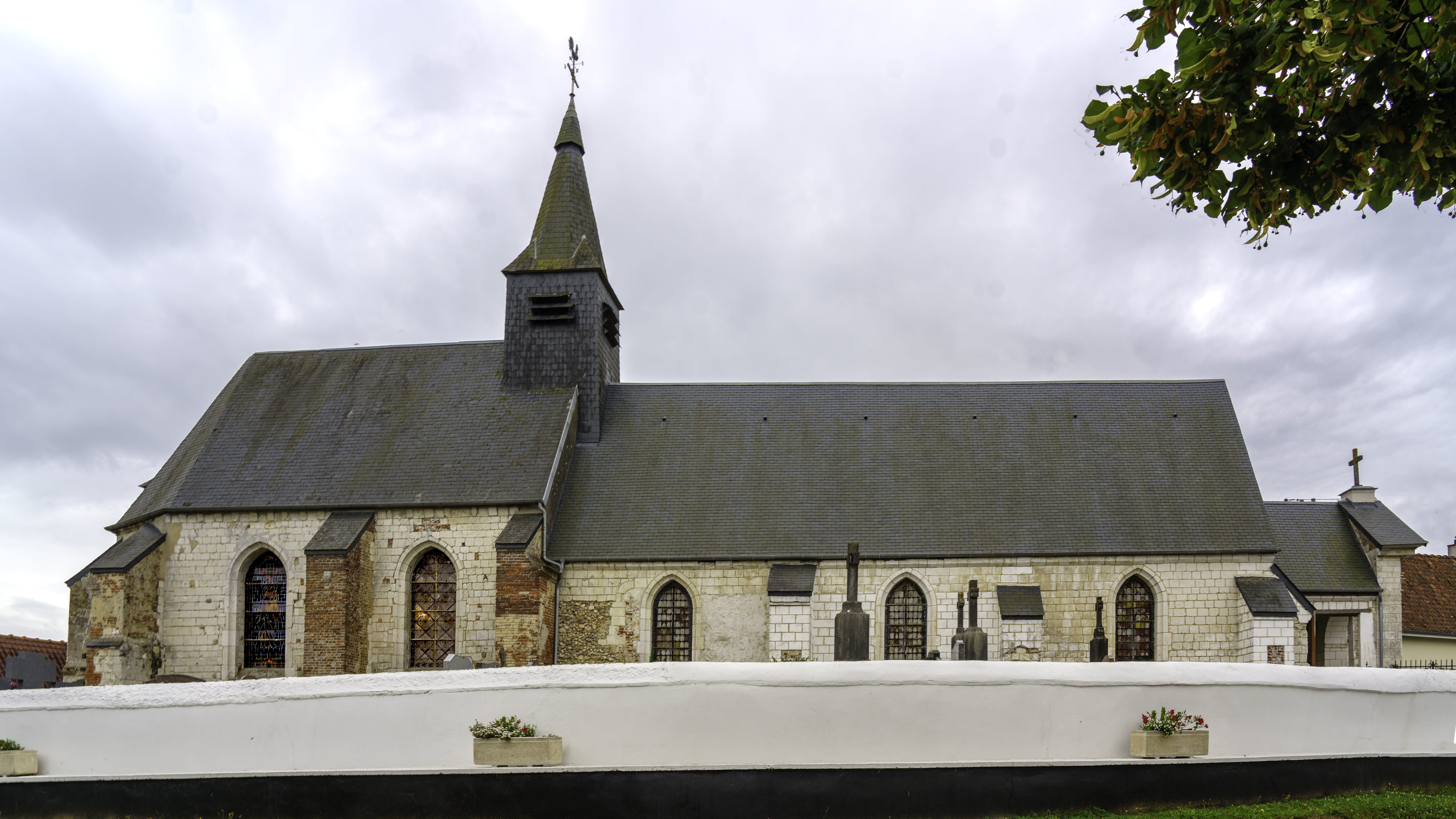
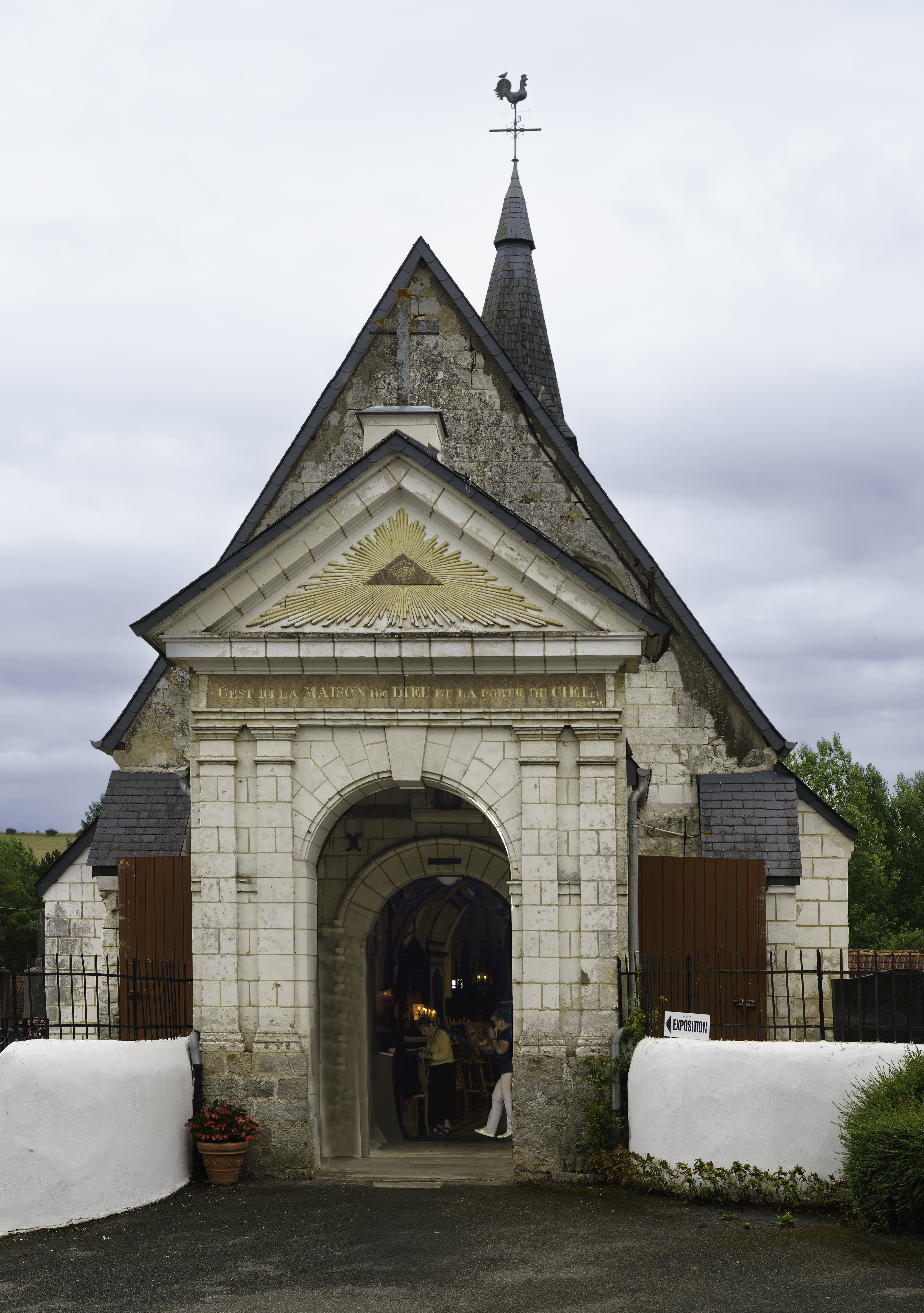
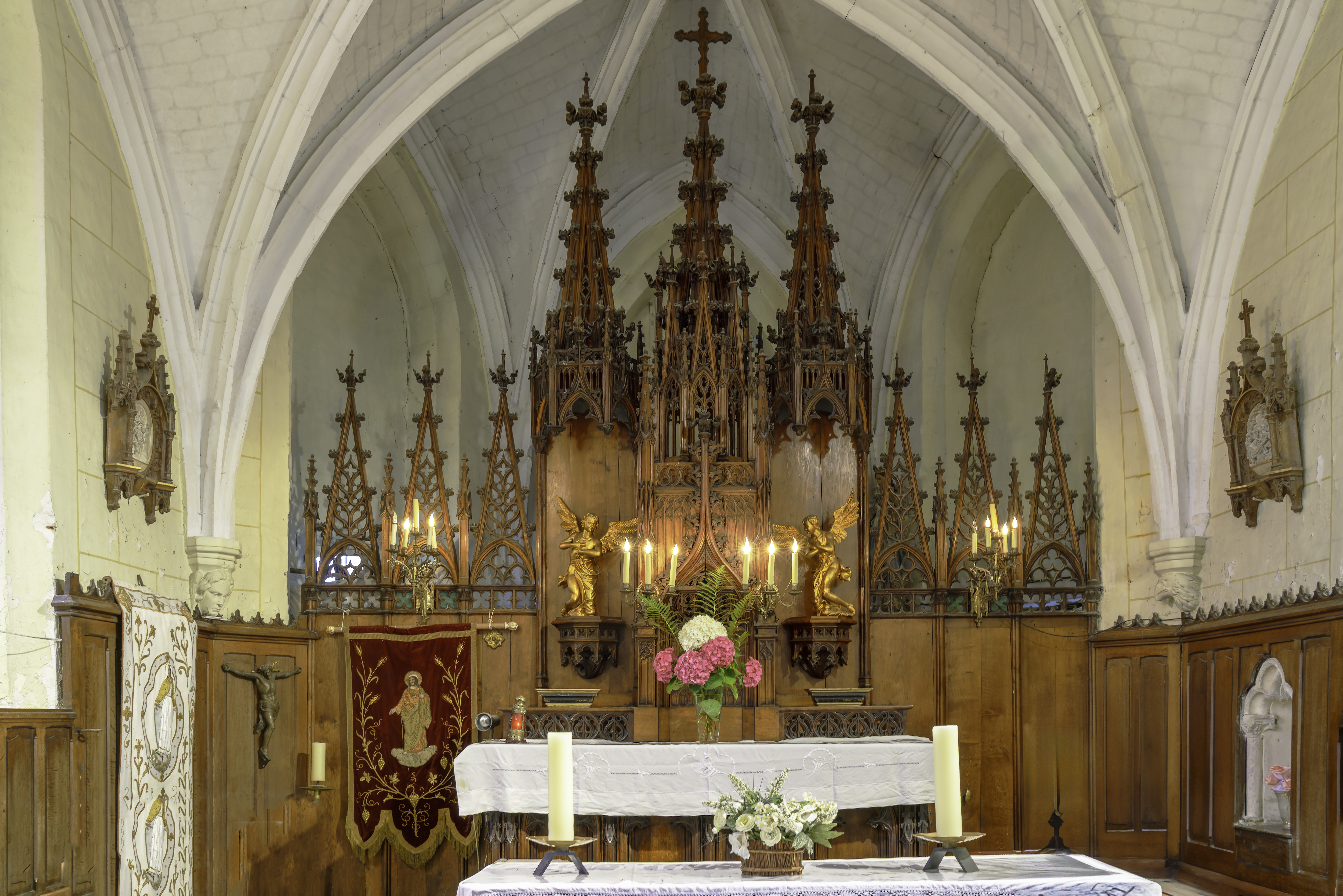

Deux bannières de procession et deux vitraux.

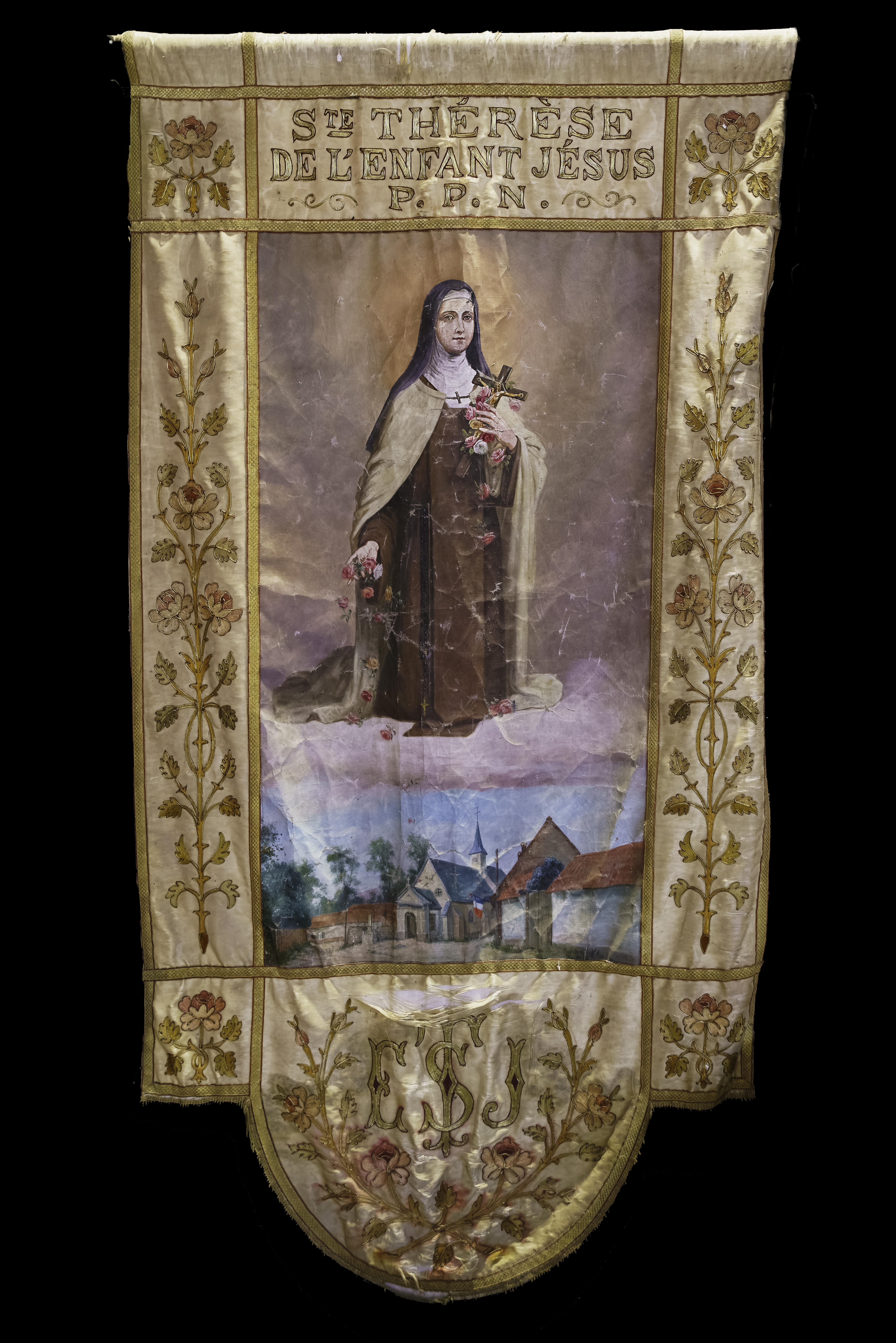
dédiée à sainte Thérèse.
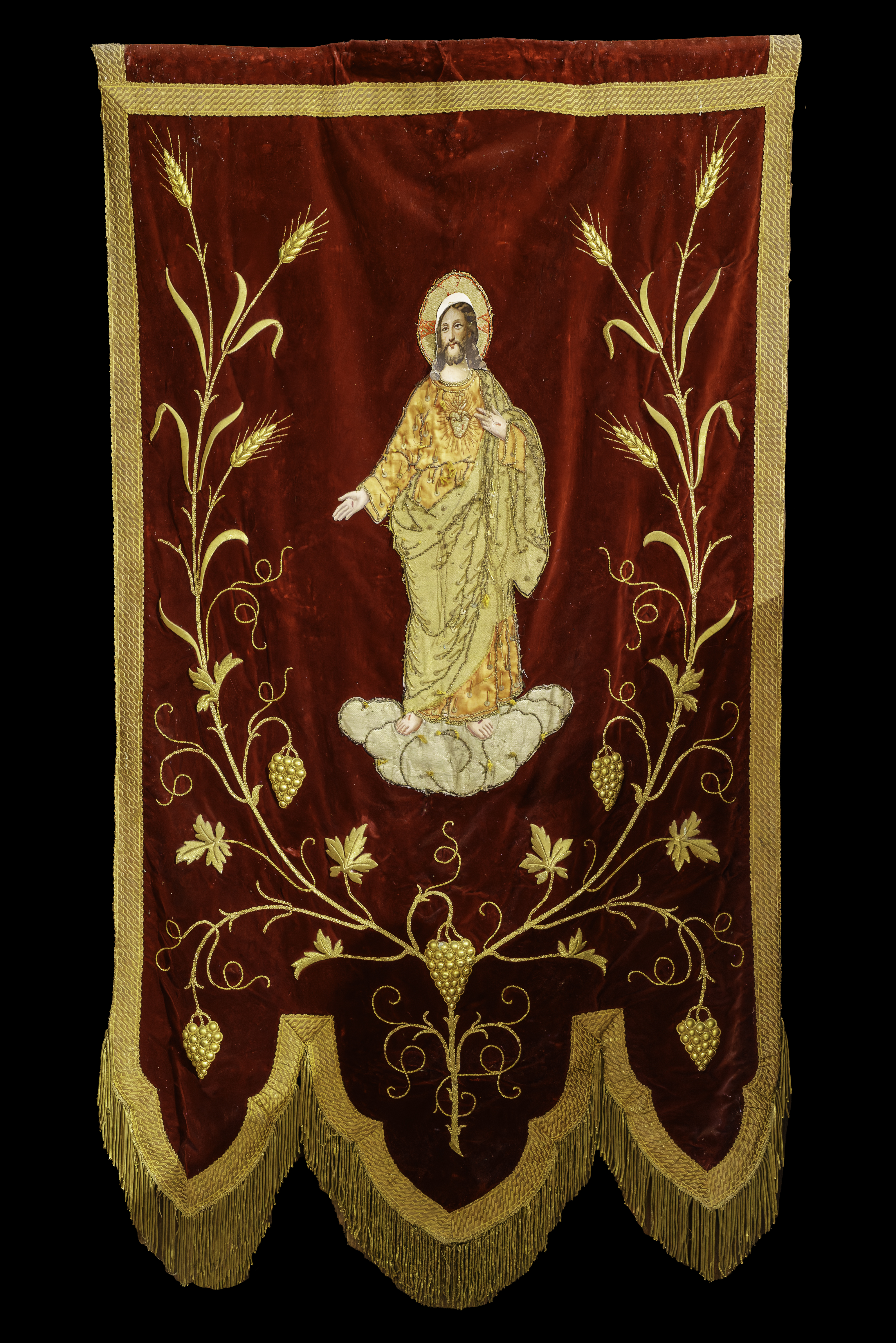
dédiée au Sacré Cœur.
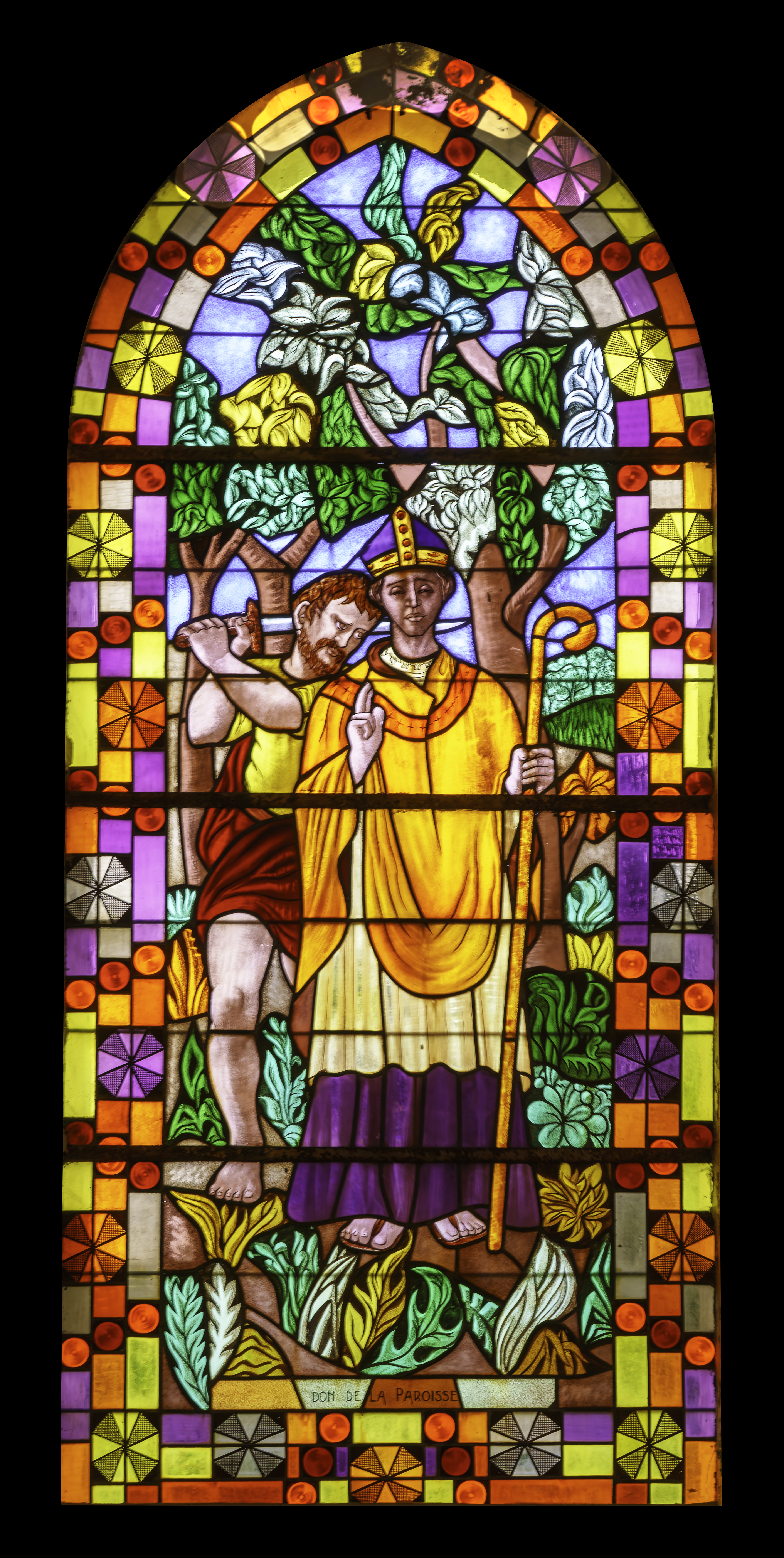
représentant Saint Léger.
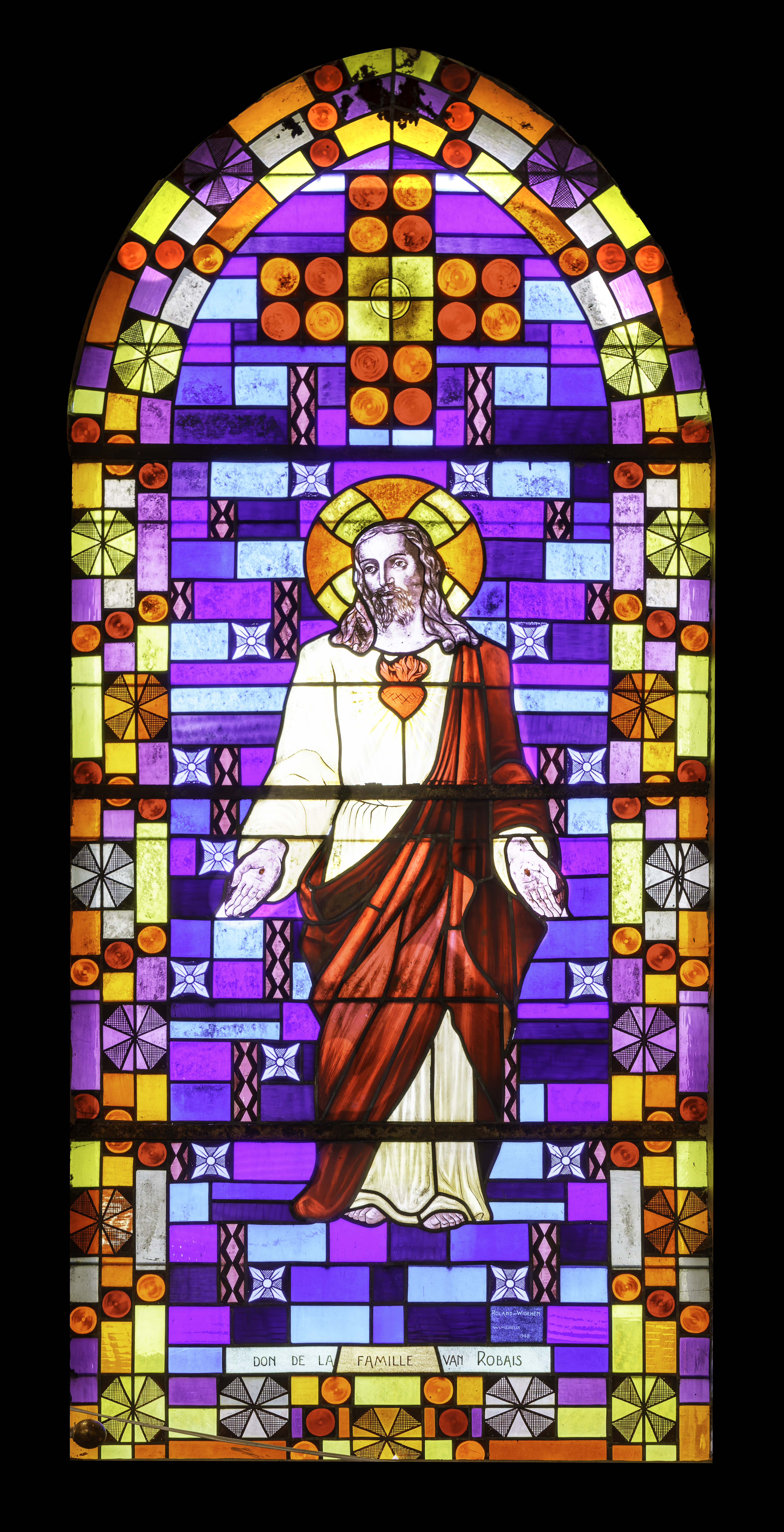
représentant le Sacré Cœur.

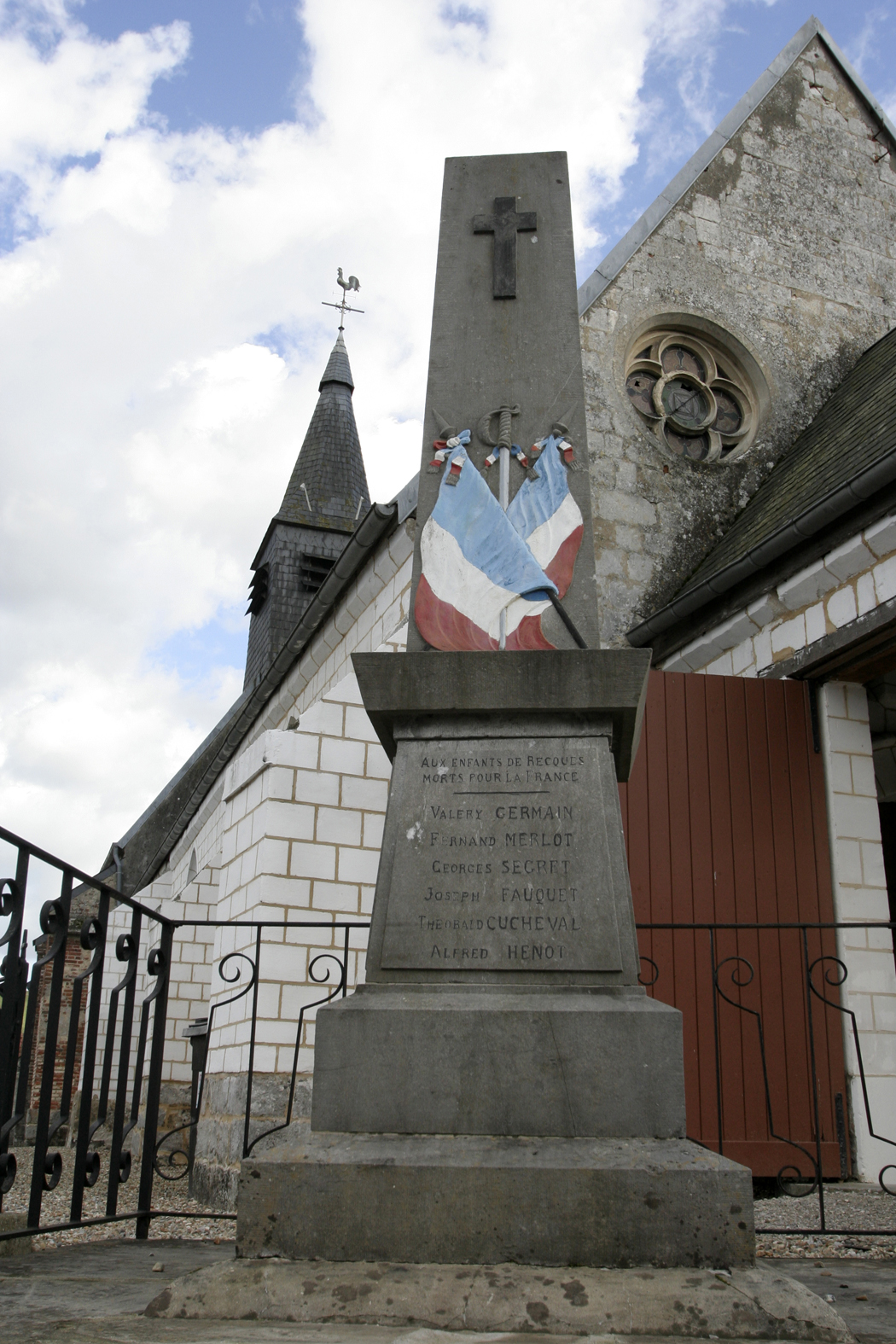

- Le monument aux morts[41].

### Héraldique
| Blason de Recques-sur-Course | Blason  | De sinople au pal d'argent accosté de deux poissons d'or affrontés en pal. |
| Blason de Recques-sur-Course | Détails | Le pal d'argent représente la rivière de la Course, voyant son cours poissonneux et rectiligne traverser la verdure de la commune. Adopté par la municipalité le 29 septembre 1995. |

## Pour approfondir

#### Bases de données, dictionnaires et encyclopédies
- Ressources relatives à la géographie :   - Insee (communes)
  - Ldh/EHESS/Cassini
- Ressource relative à plusieurs domaines :   - Annuaire du service public français
- Notices d'autorité :   - BnF (données)